# 黑金城
黑金城（1956年—），昔日傳奇大盜、近代台灣漫畫家，暱稱「黑哥」，有「北盜」、「帥盜」、「盜帥」、「樓梯組」之稱，與人稱「南偷」的辛逸民等人曾結合強盜集團，以專門竊取保險櫃聞名於1970年代，擅長開啟號碼鎖，專挑設有保全系統的銀樓、鐘錶行以及藝廊為作案目標。家族成員黑金鳳、黑瑀安加入幫會，涉及刑案本人並無加入幫會。
黑金城開始盜賊生涯的起因是因為不滿司法制度，他因為被冤枉殺人而被判無期徒刑，服刑一年半後在最高法院更一審獲得無罪釋放，也在民國80年冤獄修法之後，成為第一個拿到賠償的人，也因為這次事件才開始他的盜賊生涯。
後來黑金城出獄時決定金盆洗手，拿起畫筆開始創作，他表示自己打算將在服刑期間所畫的500多幅四格漫畫集結出書，命名為《牢騷》，而且還辦起畫展與投資動畫。

## 作品列表
- 《牢騷》